# Aphyocypris kikuchii
Aphyocypris kikuchii es una especie de peces de la familia de los
Cyprinidae en el orden de los Cypriniformes.

## Morfología
Los machos pueden llegar alcanzar los 8 cm de longitud total.

## Reproducción
Es ovíparo.

## Hábitat
Es un pez de clima subtropical.

## Distribución geográfica
Se encuentran en Asia: es una especie de peces endémica de Taiwán.